# Кевін Акерманн
Кевін Роберт Акерманн (швед. Kevin Robert Ackermann, нар. 24 травня 2001, Гетеборг, Швеція) — шведський футболіст, півзахисник клубу «Броммапойкарна» та національної збірної Швеції.

## Ігрова кар'єра

### Клубна
Кевін Акерманн народився у місті Гетеборг і є вихованцем місцевих клубів. У 2017 році він приєднався до складу «Геккена». 14 серпня 2017 року футболіст провів першу гру в чемпіонаті Швеції.
У листопаді 2018 року зацікавленість у послугах шведського півзахисника проявила італійська «Фіорентина». Але Акерманн не пройшов медичний огляд і змушений був повернутися до Швеції. 30 квітня 2019 року футболісту зробили операцію в Бельгії, яка виправила ваду серця. Того ж року футболіст повернувся до команди і продовжив тренування, але за весь 2019 рік не зіграв жодного офіційного матчу. По завершенню сезону гравець і клуб домовилися про дострокове розірвання контракту.
В січні 2020 року Акерманн приєднався до іншого клубу з Гетеборга - «Ергрюте», з яким підписав трирічний контракт. У грудні 2022 року Акерманн як вільний агент перейшов до столичного клубу «Броммапойкарна», підписавши з клубом контракт на два роки. В січні 2024 року контракт було продовжено до 2026 року. Та через травму футболіст пропустив майже повністю сезон 2024 року.

### Збірна
В 2018 році в складі юнацької збірної Швеції (U-17) Кевін Акерманн брав участь у юнацькому чемпіонаті Європи в Англії.
12 січня 2024 року в товариському матчі проти команди Естонії Кевін Акерманн дебютував у складі національної збірної Швеції.